# Con te partirò
Con te partirò prodotto da Mauro Malavasi che cura gli arrangiamenti, è una canzone scritta da Lucio Quarantotto, composta da Francesco Sartori e incisa e pubblicata nel 1995 dal cantante italiano Andrea Bocelli, che rappresenta uno dei maggiori successi internazionali della musica italiana. Ha raggiunto la prima posizione in classifica in Francia (per 4 settimane) ed in Belgio (per 10 settimane nelle Fiandre e 5 in Vallonia), ed è diventato anche il secondo singolo più venduto in Germania vincendo il premio Echo. La versione inglese con Sarah Brightman ha venduto oltre 15 milioni di copie in tutto il mondo.Il videoclip della canzone, diretto da Stefano Salvati, ha vinto il premio come miglior video tedesco. Vede 14 milioni di visualizzazioni su YouTube

## Formazione
- Andrea Bocelli: voce, cori
- Mauro Malavasi: tastiera, programmazione basso, programmazione batteria, cori, corno, arrangiamento

Produzione
- Mauro Malavasi – produzione, missaggio, mastering

## Registrazione
- Clock Studio Bologna - registrazione, missaggio, mastering
- Fonoprint Bologna - registrazione, missaggio, mastering

## Descrizione
Ricco d'enfasi e molto orecchiabile, il brano si pone a cavallo fra musica leggera ed operistica, con rilevanti variazioni di stile, rappresentando in maniera quasi pittorica il concetto del viaggio. È stato interpretato da Andrea Bocelli al Festival di Sanremo 1995, e poi incluso nel suo album Bocelli. 

## Pubblicazioni
Nel Regno Unito il brano è stato pubblicato da Bocelli insieme al soprano Sarah Brightman, col titolo di Time to Say Goodbye, nel 1996 ed ha raggiunto la prima posizione in classifica in Germania (per 12 settimane), Svizzera (per 6 settimane), Austria (per 3 settimane) ed Irlanda (per 3 settimane), la seconda nella Official Singles Chart e la quinta nei Paesi Bassi, mentre in Spagna è uscito col titolo Por ti Volaré.
Una versione in chiave moderna dalle tinte pop rock arrangiata da Vittorio Cosma ed eseguita dalla TBand, venne utilizzata negli spot della TIM del 2009.
La versione in inglese cantata con Sarah Brightman è una delle canzoni che accompagnano lo spettacolo delle Dubai Fountain.

## Classifiche

### Classifiche settimanali (Versione italiana)
| Classifica (1996-1997) | Posizione massima |
| ---------------------- | ----------------- |
| Belgio (Fiandre)       | 1                 |
| Belgio (Wallonia)      | 1                 |
| Europa                 | 10                |
| Francia                | 1                 |
| Paesi Bassi            | 18                |

### Classifiche settimanali (Versione inglese)
| Classifica (1997) | Posizione massima |
| ----------------- | ----------------- |
| Austria           | 1                 |
| Belgio (Fiandre)  | 6                 |
| Europa            | 1                 |
| Francia           | 15                |
| Germania          | 1                 |
| Irlanda           | 1                 |
| Paesi Bassi       | 5                 |
| Québec            | 4                 |
| Regno Unito       | 2                 |
| Repubblica Ceca   | 7                 |
| Svezia            | 18                |
| Svizzera          | 1                 |

### Classifiche di fine anno
| Classifica (1996) | Posizione |
| ----------------- | --------- |
| Belgio (Fiandre)  | 1         |
| Belgio (Wallonia) | 2         |
| Classifica (1997) | Posizione |
| Austria           | 3         |
| Europa            | 7         |
| Francia           | 4         |
| Germania          | 1         |
| Paesi Bassi       | 20        |
| Romania           | 17        |
| Svizzera          | 1         |